# Rotterdamse Schindlers

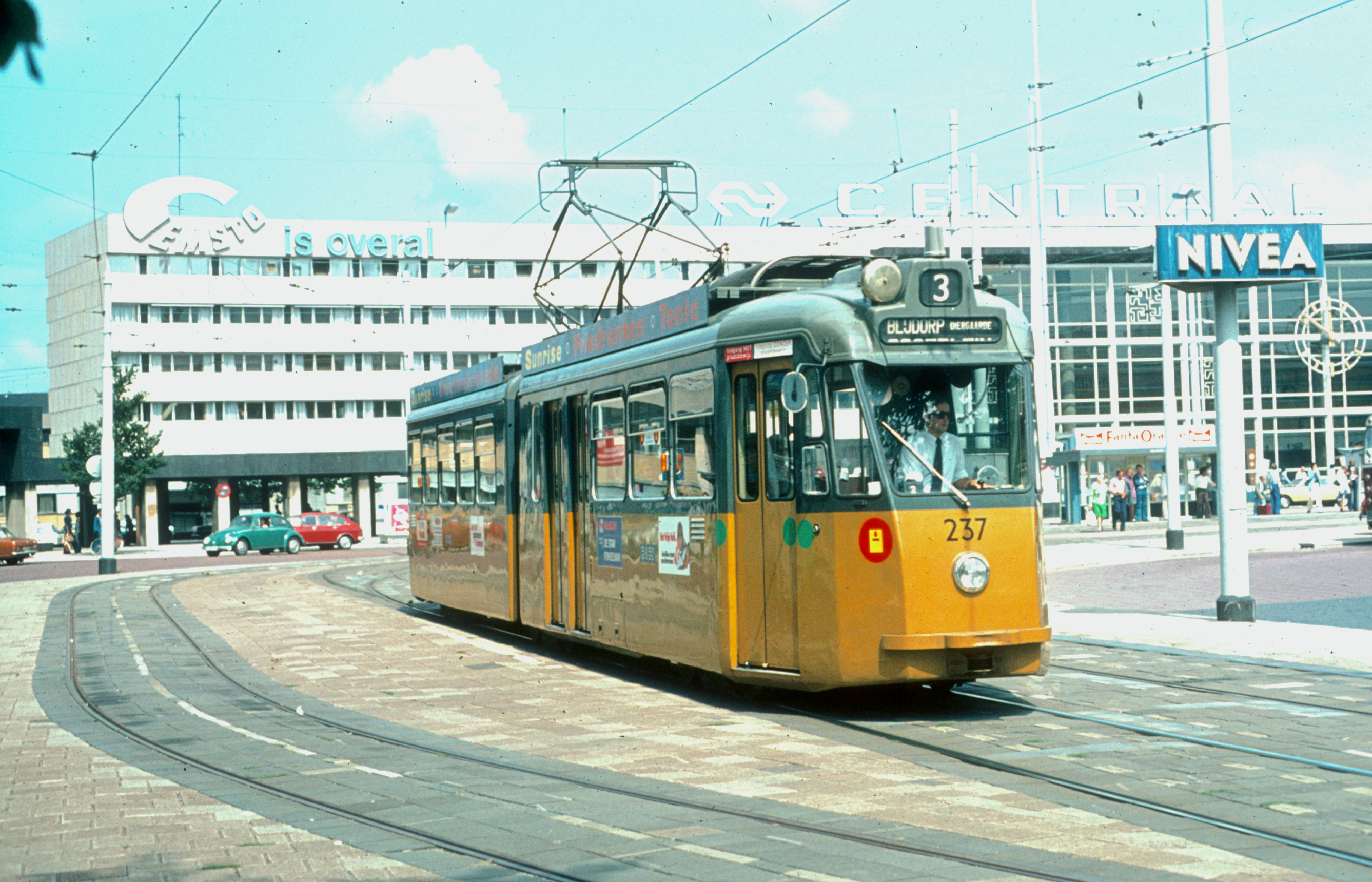
Zesassige Schindler RET 237 (bouwjaar 1957) op het Stationsplein.

De Rotterdamse Schindlers zijn 29 lichtgewicht trammotorwagens, die in 1956-'57 geleverd zijn aan de Rotterdamse Elektrische Tram (RET) door de Zwitserse rijtuigenfabriek Schindler te Pratteln naar het voorbeeld van enkele trams die deze fabriek aan het stadstrambedrijf van Bazel geleverd had.
Er zijn twee series, de vierassige 1-15, ook wel de kleine Schindlers genoemd, en de enkelgelede 231-244, de grote Schindlers. Dit waren, na tien "tweelingrijtuigen" van de Blauwe tram uit 1932, de eerste (zesassige) gelede trams van Nederland, gebaseerd op het ontwerp van de Italiaanse constructeur dr. Mario Urbinati. Met de aanschaf van deze serie heeft de Rotterdamse tram voor het eerst een gehele order in het buitenland geplaatst. Politiek leverde dit veel discussie op, omdat de Nederlandse rijtuigfabrieken niet bij de bouw betrokken werden.
De Rotterdamse tram meende dat de vierassige trams een oplossing konden zijn voor de tramlijnen die geen al te groot passagiersaanbod hadden. De kleine Schindlers werden op lijn 22 in dienst gesteld en reden in de loop der jaren vooral op de minder belangrijke lijnen, zoals 3 en 9. De grote Schindlers werden in dienst gesteld op lijn 3 en in de avonduren en zondag ook op lijn 2. Na de komst van de Rotterdamse Düwag-trams verhuisden ze naar minder belangrijke lijnen.
De eerste inzet was met een zittende conducteur, waarbij achterin moest worden ingestapt. Een vernieuwing was dat de vloer achteraan laag was (één opstap) en naar voren toe hellend opliep. In de stille uren reden de wagens als eenmanwagen, waarbij men vooraan moest instappen. Ter herkenning voor de passagiers hadden de wagens dan een rode lijnfilm in plaats van een zwarte en een bordje 'eenmanswagen'. De achterdeur was afgesloten en de conducteursloge was dan buiten gebruik. Hierbij moest men voorin instappen en het voordeel van de lage vloer verviel.
Deze serie heeft nooit aan de verwachtingen voldaan. De rijeigenschappen waren niet optimaal, bij hogere snelheden slingerden met name de gelede wagens. Dit kwam door de kleine wielen en de lichte bouwwijze van de draaistellen. De trams zijn in de jaren zeventig verbouwd voor zelfbediening (behalve de 15).
Er ging altijd het gerucht dat de wagens door hun "lichte bouw" snel schade opliepen, maar dat gold vooral t.o.v. het oudere materieel, ze waren niet lichter dan wat elders werd aangeschaft, of de Düwags.
In 1980 kwam door materieelgebrek zelfs de niet voor zelfbediening verbouwde 15 met conducteur weer in de passagiersdienst. De laatste jaren van hun bestaan maakten de trams een verwaarloosde indruk, doordat de beplating erg slecht werd. Ook de asbestperikelen speelden een rol, waardoor een aantal wagens niet meer werd hersteld van (zware) aanrijdingsschade. In de jaren 1982-1985 zijn de nog aanwezige exemplaren buiten dienst gesteld, als eerste de kleine Schindlers. Alleen de 15 en de 242 zijn als museumtram bewaard gebleven. De 15 is inmiddels gerestaureerd, de 242 is nog in restauratie.

## Afbeeldingen van Museumtrams in Rotterdam

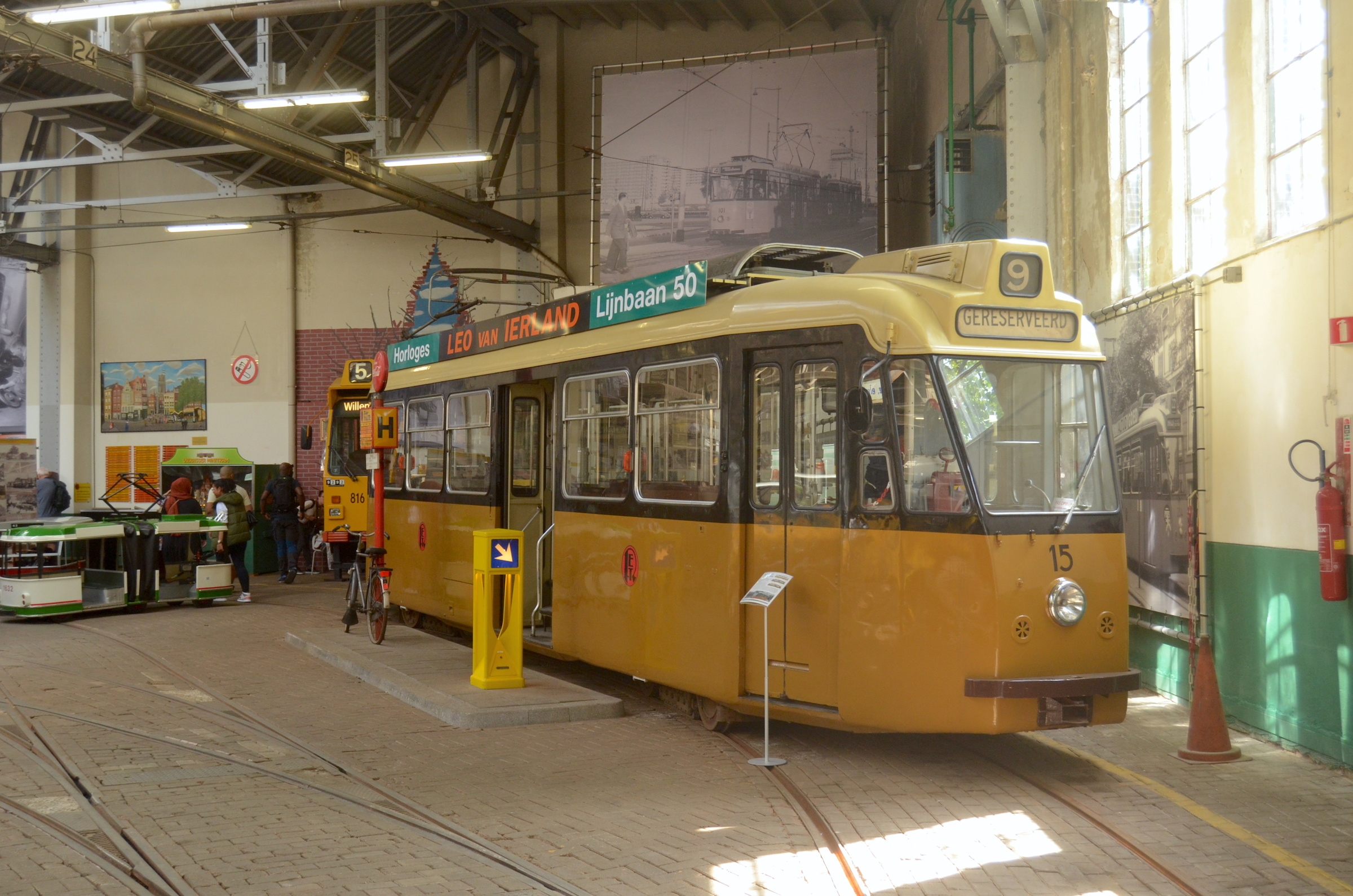
Schindler-motorwagen 15 in het Trammuseum Rotterdam.
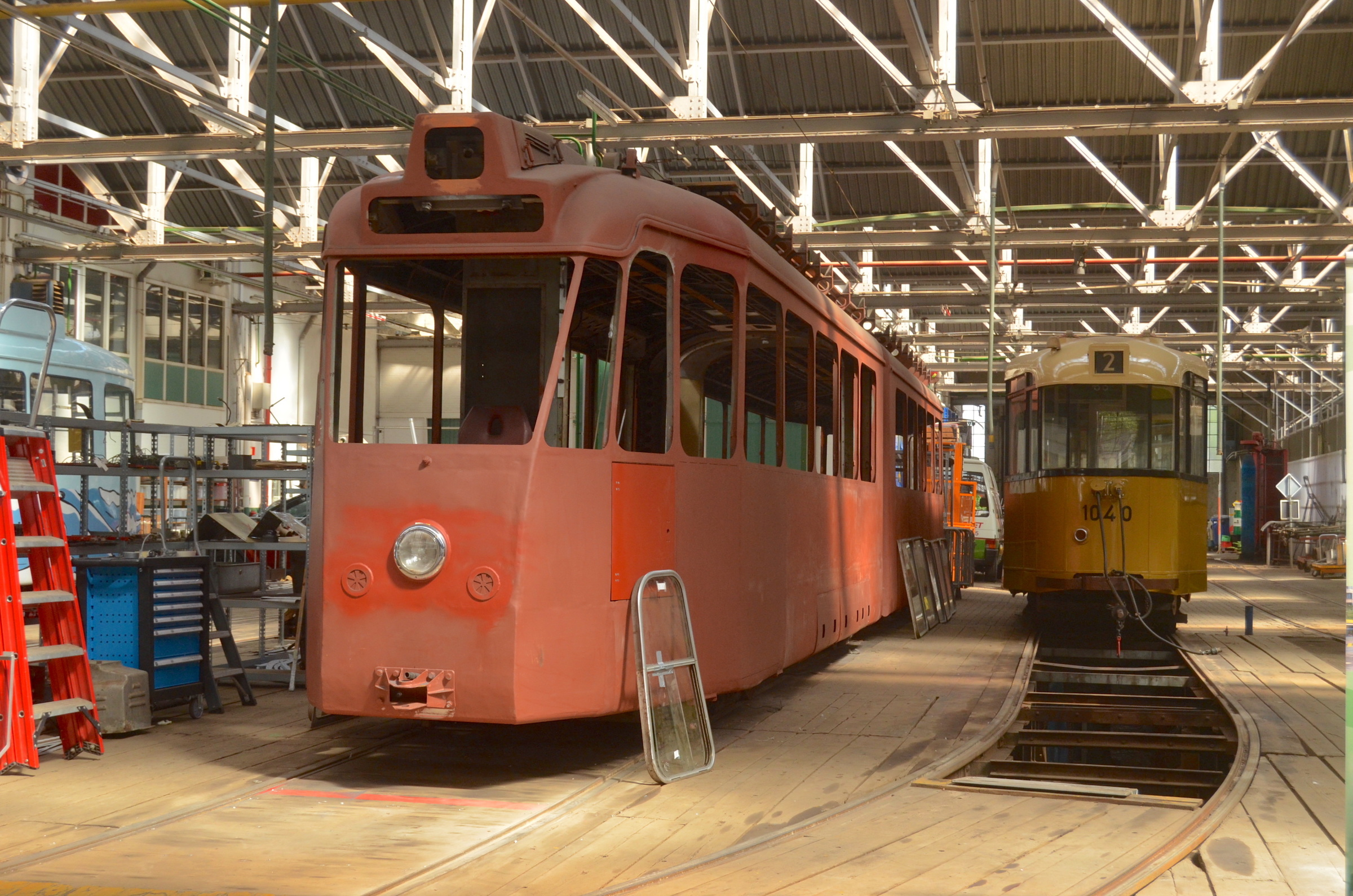
Enkelgelede Schindler-motorwagen 242 in restauratie naar de originele staat in het Trammuseum Rotterdam.
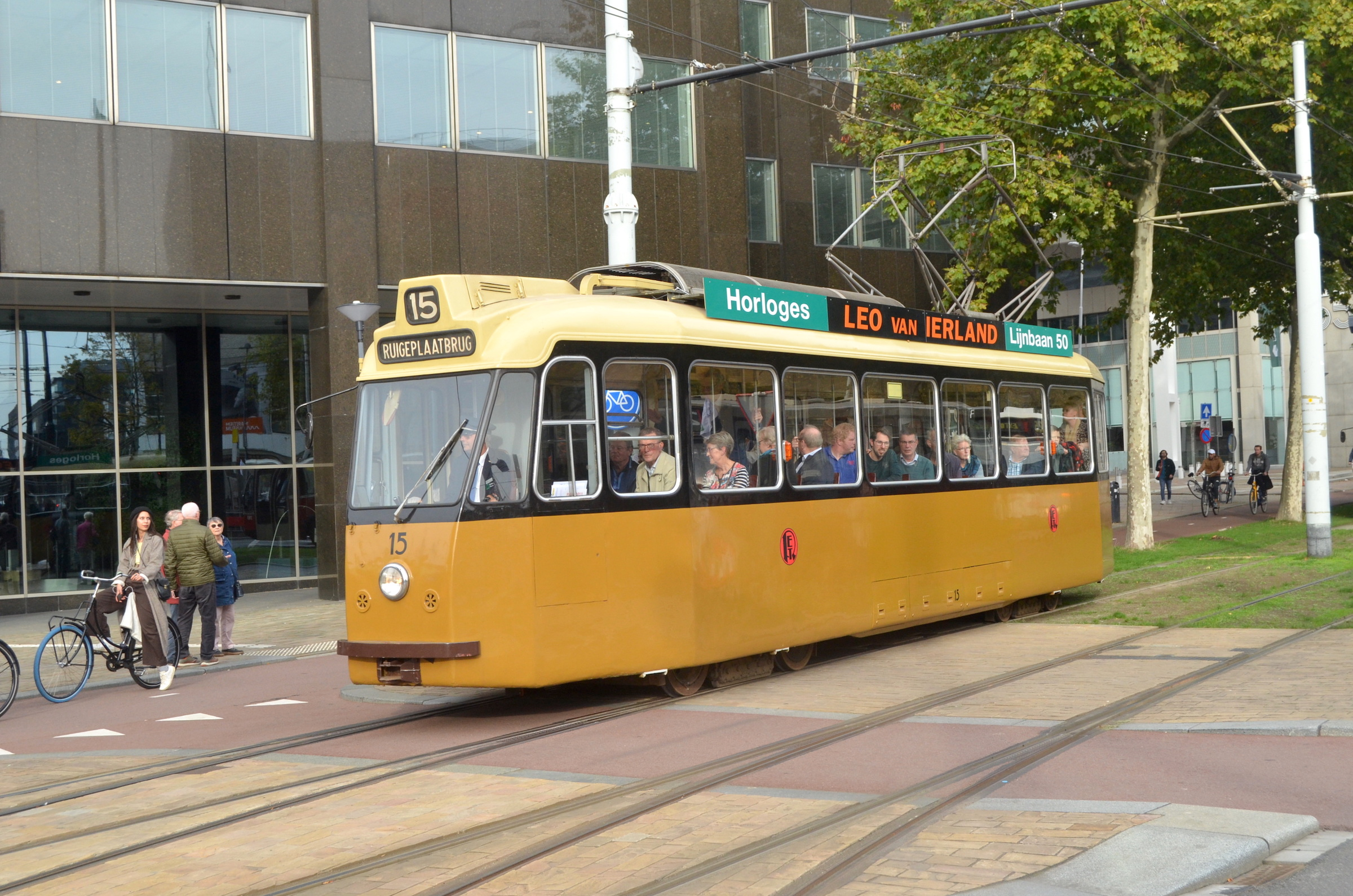
Schindler-motorwagen 15 op het Oostplein.
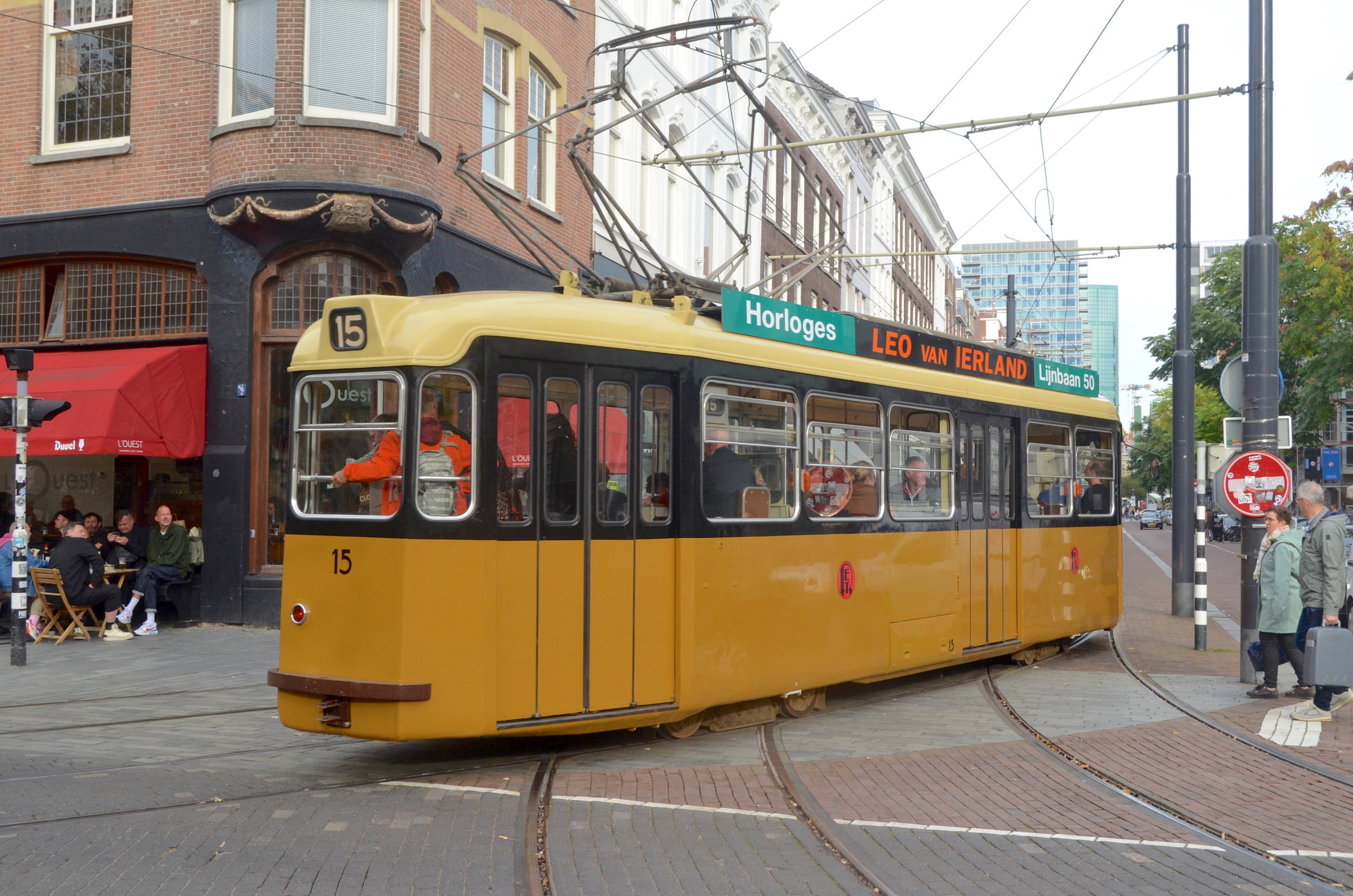
Schindler-motorwagen 15 in de Van Oldenbarneveltstraat.